# Södertälje
Södertälje er en svensk købstad med 71.774 indbyggere (dec. 2016). Byen ligger i landskabet Södermanland, og er en del af Stockholms län. Første gang Södertälje omtales i historiske kilder er år 1070 af Adam af Bremen i krøniken Gesta Hammaburgensis ecclesiae pontificum. Området havde dog på det tidspunkt allerede været beboet i en lang periode.
Byen er præget af dels nærheden til den svenske hovedstad Stockholm, dels af at huse de to store internationale virksomheder, Scania AB og AstraZeneca.

## Berømte bysbørn
- Björn Borg, tennisspiller
- Louay Chanko, fodboldspiller
- Johan Edlund, musiker
- Jan Guillou, journalist og forfatter
- Faia Younan, sangerinde